# Cameron Oliver
Cameron Oliver (ur. 11 lipca 1996 w Oakland) – amerykański koszykarz, występujący na pozycji niskiego skrzydłowego, obecnie zawodnik South Bay Lakers.
W 2016 wziął udział w turnieju Adidas Nations Counselors.
W 2017 reprezentował Houston Rockets podczas rozgrywek letniej ligi NBA. Rok później występował w barwach Philadelphia 76ers, zaliczył też kilka spotkań przedsezonowych z Portland Trail Blazers.
16 września 2021 dołączył do Los Angeles Lakers. 15 października 2021 został zwolniony. 29 grudnia 2021 podpisał 10-dniowy kontrakt z Atlantą Hawks. Po jego wygaśnięciu powrócił 8 stycznia 2022 do South Bay Lakers.

## Osiągnięcia
Stan na 15 stycznia 2022, na podstawie, o ile nie zaznaczono inaczej.
NCAA
- Uczestnik turnieju NCAA (2017)
- Mistrz:
  - turnieju konferencji Mountain West (MWC – 2017)
  - sezonu regularnego MWC (2017)
- Obrońca roku konferencji Mountain West (2017)
- Debiutant roku Mountain West (2016)
- Zaliczony do:
  - I składu:
    - defensywnego MWC (2016, 2017)
    - turnieju:
      - Great Alaska Shootout (2017)
      - MWC (2016, 2017)

  - II składu All-MWC (2017)
  - III składu All-MWC (2016)
- Zawodnik tygodnia Mountain West (20.02.2017)
- lider konferencji MWC w:
  - średniej bloków (2016 – 2,6, 2017 – 2,6)
  - liczbie:
    - zbiórek:
      - 2016 – 345
      - w obronie (2016 – 242)

    - bloków (2016 – 99, 2017 – 91)
    - fauli (2016 – 116)

Indywidualne
- Zaliczony do II składu NBL (2020)